# Хаззард, Уолт
Уолтер «Уолт» Рафаэль Хаззард-младший (англ. Walter (Walt) Raphael Hazzard Jr., 15 апреля 1942, Уилмингтон, Делавэр, США — 18 ноября 2011, Лос-Анджелес, Калифорния, США), также известный как Махди Абдул-Рахман (англ. Mahdi Abdul-Rahman) — американский профессиональный баскетболист и тренер. В составе национальной сборной США по баскетболу стал олимпийским чемпионом 1964 года в Токио.

## Университет Калифорнии
После окончания школы Овербрук в Филадельфии (штат Пенсильвания), Хаззард поступил в университет Калифорнии в Лос-Анджелесе, где стал одним из ключевых игроков университетской баскетбольной команды. В своём дебютном сезоне его команда смогла впервые в своей истории выйти в Финал четырёх в 1962 году, где проиграла в полуфинале будущему чемпиону «Цинциннати Беаркэтс».
В сезоне 1963/64 УКЛА не проиграла ни одной игры, во многом благодаря Хазарду, Гейлу Гудричу и тренеру команды Джону Вудену. В итоге, его команда стала чемпионом NCAA, а Хаззард был назван Associated Press самым ценным игроком. Он также был выбран во всеамериканскую сборную и был назван Игроком года среди студентов Американской ассоциацией спортивных журналистов. В 1996 году номер 42, под которым Уолт выступал за университет был закреплён и вывешен в «Pauley Pavilion», однако Хаззард разрешил его использовать Кевину Лаву.
Хазард был включён в национальную баскетбольную команду для участия в летних Олимпийских играх 1964 года, на которых он завоевал золотую медаль.

## Профессиональная карьера
Хаззард был выбран как территориальный выбор клубом «Лос-Анджелес Лейкерс» на драфте НБА 1964 года. Он также выступал за клубы «Сиэтл Суперсоникс», «Атланта Хокс», «Баффало Брейвз» и «Голден Стэйт Уорриорз». В сезоне 1973/74 он вернулся в «Суперсоникс», где провёл свой последний сезон.

## Карьера тренера
В 1984 году он вернулся в Калифорнийский университет в Лос-Анджелесе, где занял пост тренера баскетбольной команды. В том же году он был включён в зал Славы УКЛА. За 4 сезона руководства, его команда победила в 77 играх из 125. В сезоне 1984/85 «УКЛА Брюинс» выиграли чемпионский титул NIT. В сезоне 1986/87 «УКЛА Брюинс» выиграли регулярный чемпионат конференции Pac-10, а позже и турнир Pacific-10.

## Статистика

### Статистика в НБА
| Сезон                                                                                    | Команда      | Регулярный сезон | Регулярный сезон | Регулярный сезон | Регулярный сезон | Регулярный сезон | Регулярный сезон | Регулярный сезон | Регулярный сезон | Регулярный сезон | Регулярный сезон | Регулярный сезон | Серия плей-офф | Серия плей-офф | Серия плей-офф | Серия плей-офф | Серия плей-офф | Серия плей-офф | Серия плей-офф | Серия плей-офф | Серия плей-офф | Серия плей-офф | Серия плей-офф |
| Сезон                                                                                    | Команда      | GP               | GS               | MPG              | FG%              | 3P%              | FT%              | RPG              | APG              | SPG              | BPG              | PPG              | GP             | GS             | MPG            | FG%            | 3P%            | FT%            | RPG            | APG            | SPG            | BPG            | PPG            |
| ---------------------------------------------------------------------------------------- | ------------ | ---------------- | ---------------- | ---------------- | ---------------- | ---------------- | ---------------- | ---------------- | ---------------- | ---------------- | ---------------- | ---------------- | -------------- | -------------- | -------------- | -------------- | -------------- | -------------- | -------------- | -------------- | -------------- | -------------- | -------------- |
| 1964/65                                                                                  | Лейкерс      | 66               |                  | 13,9             | 38,2             |                  | 64,8             | 1,7              | 2,1              |                  |                  | 4,2              | 7              |                | 16,9           | 33,3           |                | 75,0           | 2,6            | 4,3            |                |                | 7,6            |
| 1965/66                                                                                  | Лейкерс      | 80               |                  | 27,5             | 45,7             |                  | 70,8             | 2,7              | 4,9              |                  |                  | 13,7             | 14             |                | 24,3           | 49,3           |                | 61,9           | 2,9            | 3,1            |                |                | 11,9           |
| 1966/67                                                                                  | Лейкерс      | 79               |                  | 20,8             | 42,6             |                  | 72,9             | 2,9              | 4,1              |                  |                  | 9,3              | 3              |                | 28,7           | 24,0           |                | 80,0           | 2,7            | 5,3            |                |                | 6,7            |
| 1967/68                                                                                  | Сиэтл        | 79               |                  | 33,7             | 44,1             |                  | 77,4             | 4,2              | 6,2              |                  |                  | 24,0             | Не участвовал  | Не участвовал  | Не участвовал  | Не участвовал  | Не участвовал  | Не участвовал  | Не участвовал  | Не участвовал  | Не участвовал  | Не участвовал  | Не участвовал  |
| 1968/69                                                                                  | Атланта      | 80               |                  | 30,3             | 39,7             |                  | 70,7             | 3,3              | 5,9              |                  |                  | 11,2             | 11             |                | 32,7           | 39,3           |                | 78,7           | 3,0            | 3,9            |                |                | 14,0           |
| 1969/70                                                                                  | Атланта      | 82               |                  | 33,6             | 46,7             |                  | 80,9             | 4,0              | 6,8              |                  |                  | 15,3             | 7              |                | 36,4           | 50,0           |                | 62,5           | 3,4            | 7,7            |                |                | 21,4           |
| 1970/71                                                                                  | Атланта      | 82               |                  | 35,1             | 45,9             |                  | 75,9             | 3,7              | 6,3              |                  |                  | 16,5             | 5              |                | 40,4           | 32,9           |                | 80,0           | 5,0            | 5,4            |                |                | 14,0           |
| 1971/72                                                                                  | Баффало      | 72               |                  | 33,2             | 45,1             |                  | 78,2             | 3,0              | 5,6              |                  |                  | 15,8             | Не участвовал  | Не участвовал  | Не участвовал  | Не участвовал  | Не участвовал  | Не участвовал  | Не участвовал  | Не участвовал  | Не участвовал  | Не участвовал  | Не участвовал  |
| 1972/73                                                                                  | Баффало      | 9                |                  | 14,9             | 41,7             |                  | 50,0             | 1,1              | 1,9              |                  |                  | 5,9              | Не участвовал  | Не участвовал  | Не участвовал  | Не участвовал  | Не участвовал  | Не участвовал  | Не участвовал  | Не участвовал  | Не участвовал  | Не участвовал  | Не участвовал  |
| 1972/73                                                                                  | Голден Стэйт | 46               |                  | 13,7             | 41,8             |                  | 86,3             | 1,7              | 2,4              |                  |                  | 4,5              | 11             |                | 19,5           | 35,7           |                | 100,0          | 1,8            | 2,5            |                |                | 6,5            |
| 1973/74                                                                                  | Сиэтл        | 49               |                  | 11,7             | 42,2             |                  | 75,6             | 1,2              | 2,5              | 0,5              | 0,1              | 3,8              | Не участвовал  | Не участвовал  | Не участвовал  | Не участвовал  | Не участвовал  | Не участвовал  | Не участвовал  | Не участвовал  | Не участвовал  | Не участвовал  | Не участвовал  |
|                                                                                          | Всего        | 724              |                  | 26,5             | 44,1             |                  | 75,7             | 3,0              | 4,9              | 0,5              | 0,1              | 12,6             | 58             |                | 27,2           | 41,3           |                | 73,8           | 2,9            | 4,2            |                |                | 11,8           |
| Наведите курсор мыши на аббревиатуры в заголовке таблицы, чтобы прочесть их расшифровку. |              |                  |                  |                  |                  |                  |                  |                  |                  |                  |                  |                  |                |                |                |                |                |                |                |                |                |                |                |